# Mikuto Fukuda
Mikuto Fukuda (japanisch 福田 望久斗 Fukuda Mikuto; * 20. Februar 2000 in der Präfektur Chiba) ist ein japanischer Fußballspieler.

## Karriere
Mikuto Fukuda erlernte das Fußballspielen in der Schulmannschaft der Chuo Gakuin High School sowie in der Universitätsmannschaft der Tokai Gakuen University. Seinen ersten Profivertrag unterschrieb er am 1. Februar 2022 beim Kagoshima United FC. Der Verein aus Kagoshima, einer Stadt in der gleichnamigen Präfektur Kagoshima, spielt in der dritten japanischen Liga. Sein Drittligadebüt gab Mikuto Fukuda am 13. März 2022 (1. Spieltag) im Heimspiel gegen den Iwaki FC. Hier wurde er in der 82. Minute für Junki Goryō eingewechselt. Das Spiel endete 1:1. Am Ende der Saison 2023 wurde er mit Kagoshima Vizemeister und stieg somit in die zweite Liga auf. Am Ende der Saison 2024 belegte er mit Kagoshima den 19. Tabellenplatz und musste somit in die dritte Liga absteigen.

## Erfolge
Kagoshima United FC
- Japanischer Drittligavizemeister: 2023  ▲